# جمعية كمبوديا الوطنية
جمعية كمبوديا الوطنية (بالإنجليزية: National Assembly of Cambodia)‏ هي الهيئة التشريعية في كمبوديا، التي تأسست في 14 يونيو 1993، وتتكون من 123 مقعداً، وهي المجلس الأدنى في برلمان كمبوديا.

## طالع أيضًا
- برلمان كمبوديا